# Мірослав Стох
Мірослав Стох (словац. Miroslav Stoch, * 19 жовтня 1989, Нітра, Нітранський край, Словаччина) — словацький футболіст, півзахисник «Слована» (Ліберець). Грав за національну збірну Словаччини.

## Біографія

### Клубна кар'єра
Мірослав Стох розпочав свої футбольні кроки в місцевій команді крайового центру Нітри, будучи сином відомого словацького футболіста він з дитинства був захоплений футболом й уже в дитячі роки зумів пробитися до дитячо-юнацьких збірних команд країни. В свої 15 років був заявлений до основної команди «ФК Нітра», в основу він не пробився, але зацікавив собою європейських скаутів й в тому ж сезоні подався до футбольної школи «Челсі». Лише через кілька сезонів він був заявлений до основи «Челсі», але не зміг закріпитися, тому керівництво клубу підшуковувало йому команду для подальшої кар'єри. Тому в сезоні 2009-2010 років його було віддано в оренду до нідерландського «Твенте», де Мірослав провів дуже вдалий сезон, і став разом з командою чемпіоном Ередивізі. 
2010 року він підписав контракт з турецьким «Фенербахче». Спочатку мав регулярну ігрову практику у стамбульській команді, але згодом почав програвати конкуренцію і протягом 2013–2016 роках грав по орендах — у Греції за ПАОК, в еміратському «Аль-Айні» та турецькому ж «Бурсаспорі».
Влітку 2017 року приєднався до чеської «Славії», після чого знову виступав за ПАОК, а згодом у польському «Заглемб'є» (Любін), в яких був здебільшого резервним гравцем. Сезон 2021/22 провів у Чехії як гравець «Слована» (Ліберець).

### Збірна
Мірослав Стох дебютував за національну команду 10 лютого 2010 року у товариському матчі супроти збірної України. Захищав кольори збірної протягом наступного десятиріччя, взявши участь у 60 іграх і забивши 6 голів.
| Дата       | Місто                  | Господарі          | Результат | Гості                | Турнір                               | Голи | Примітки  |
| ---------- | ---------------------- | ------------------ | --------- | -------------------- | ------------------------------------ | ---- | --------- |
| 10-2-2009  | Лімасол                | Україна            | 3 – 2     | Словаччина           | товариський матч                     | -    | 70'       |
| 11-2-2009  | Нікосія                | Кіпр               | 3 – 2     | Словаччина           | товариський матч                     | -    | 60'       |
| 1-4-2009   | Прага                  | Чехія              | 1 – 2     | Словаччина           | Відбір до ЧС 2010                    | -    | 74'       |
| 6-6-2009   | Братислава             | Словаччина         | 7 – 0     | Сан-Марино           | Відбір до ЧС 2010                    | 1    | 29' 63'   |
| 12-8-2009  | Рейк'явік              | Ісландія           | 1 – 1     | Словаччина           | товариський матч                     | -    | 46'       |
| 9-9-2009   | Белфаст                | Північна Ірландія  | 0 – 2     | Словаччина           | Відбір до ЧС 2010                    | -    | 81'       |
| 10-10-2009 | Братислава             | Словаччина         | 0 – 2     | Словенія             | Відбір до ЧС 2010                    | -    | 27'       |
| 14-11-2009 | Братислава             | Словаччина         | 1 – 0     | США                  | товариський матч                     | -    | 61'       |
| 17-11-2009 | Жиліна                 | Словаччина         | 1 – 2     | Чилі                 | товариський матч                     | -    | 69'       |
| 3-3-2010   | Жиліна                 | Словаччина         | 0 – 1     | Норвегія             | товариський матч                     | -    | 72'       |
| 29-5-2010  | Клагенфурт-ам-Вертерзе | Словаччина         | 1 – 1     | Камерун              | товариський матч                     | -    | 46'       |
| 5-6-2010   | Братислава             | Словаччина         | 3 – 0     | Коста-Рика           | товариський матч                     | -    | 76'       |
| 15-6-2010  | Рустенбург             | Нова Зеландія      | 1 – 1     | Словаччина           | ЧС 2010 - 1-й етап                   | -    | 84'       |
| 20-6-2010  | Блумфонтейн            | Словаччина         | 0 – 2     | Парагвай             | ЧС 2010 - 1-й етап                   | -    | 83'       |
| 24-6-2010  | Йоганнесбург           | Словаччина         | 3 – 2     | Італія               | ЧС 2010 - 1-й етап                   | -    |           |
| 28-6-2010  | Дурбан                 | Нідерланди         | 2 – 1     | Словаччина           | ЧС 2010 - 1/8 фіналу                 | -    |           |
| 11-8-2010  | Братислава             | Словаччина         | 1 – 1     | Хорватія             | товариський матч                     | 1    |           |
| 3-9-2010   | Братислава             | Словаччина         | 1 – 0     | Північна Македонія   | Відбір до ЧЄ 2012                    | -    | 86'       |
| 7-9-2010   | Москва                 | Росія              | 0 – 1     | Словаччина           | Відбір до ЧЄ 2012                    | 1    | 90+2'     |
| 8-10-2010  | Єреван                 | Вірменія           | 3 – 1     | Словаччина           | Відбір до ЧЄ 2012                    | -    | 55'       |
| 12-10-2010 | Жиліна                 | Словаччина         | 1 – 1     | Ірландія             | Відбір до ЧЄ 2012                    | -    | 70'       |
| 17-11-2010 | Братислава             | Словаччина         | 2 – 3     | Боснія і Герцеговина | товариський матч                     | -    | 61'       |
| 9-2-2011   | Люксембург             | Люксембург         | 2 – 1     | Словаччина           | товариський матч                     | -    | 64'       |
| 26-3-2011  | Андорра-ла-Велья       | Андорра            | 0 – 1     | Словаччина           | Відбір до ЧЄ 2012                    | -    | 54'       |
| 2-9-2011   | Дублін                 | Ірландія           | 0 – 0     | Словаччина           | Відбір до ЧЄ 2012                    | -    |           |
| 6-9-2011   | Жиліна                 | Словаччина         | 0 – 4     | Вірменія             | Відбір до ЧЄ 2012                    | -    | 90+3'     |
| 7-10-2011  | Жиліна                 | Словаччина         | 0 – 1     | Росія                | Відбір до ЧЄ 2012                    | -    | 52'       |
| 29-2-2012  | Бурса                  | Туреччина          | 1 – 2     | Словаччина           | товариський матч                     | 1    | 62'       |
| 30-5-2012  | Роттердам              | Нідерланди         | 2 – 0     | Словаччина           | товариський матч                     | -    | 70'       |
| 15-8-2012  | Оденсе                 | Данія              | 1 – 3     | Словаччина           | товариський матч                     | -    | 88'       |
| 7-9-2012   | Вільнюс                | Литва              | 1 – 1     | Словаччина           | Відбір до ЧС 2014                    | -    | 60'       |
| 11-9-2012  | Братислава             | Словаччина         | 2 – 0     | Ліхтенштейн          | Відбір до ЧС 2014                    | -    |           |
| 12-10-2012 | Братислава             | Словаччина         | 2 – 1     | Латвія               | Відбір до ЧС 2014                    | -    | 65'       |
| 16-10-2012 | Братислава             | Словаччина         | 0 – 1     | Греція               | Відбір до ЧС 2014                    | -    | 69'       |
| 14-11-2012 | Оломоуць               | Чехія              | 3 – 0     | Словаччина           | товариський матч                     | -    | 18' 46'   |
| 6-2-2013   | Брюгге                 | Бельгія            | 2 – 1     | Словаччина           | товариський матч                     | -    | 61'       |
| 7-6-2013   | Вадуц                  | Ліхтенштейн        | 1 – 1     | Словаччина           | Відбір до ЧС 2014                    | -    |           |
| 11-10-2013 | Афіни                  | Греція             | 1 – 0     | Словаччина           | Відбір до ЧС 2014                    | -    | 33'       |
| 15-11-2013 | Вроцлав                | Польща             | 0 – 2     | Словаччина           | товариський матч                     | -    | 75'       |
| 5-3-2014   | Нетанья                | Ізраїль            | 1 – 3     | Словаччина           | товариський матч                     | -    | 46'       |
| 23-5-2014  | Сенець                 | Словаччина         | 2 – 0     | Чорногорія           | товариський матч                     | -    | 70'       |
| 26-5-2014  | Санкт-Петербург        | Росія              | 1 – 0     | Словаччина           | товариський матч                     | -    | 87'       |
| 4-9-2014   | Жиліна                 | Словаччина         | 1 – 0     | Мальта               | товариський матч                     | -    | 61'       |
| 8-9-2014   | Київ                   | Україна            | 0 – 1     | Словаччина           | Відбір до ЧЄ 2016                    | -    | 67'       |
| 9-10-2014  | Жиліна                 | Словаччина         | 2 – 1     | Іспанія              | Відбір до ЧЄ 2016                    | 1    | 61' 87'   |
| 12-10-2014 | Борисов                | Білорусь           | 1 – 3     | Словаччина           | Відбір до ЧЄ 2016                    | -    | 80'       |
| 15-11-2014 | Скоп'є                 | Північна Македонія | 0 – 2     | Словаччина           | Відбір до ЧЄ 2016                    | -    |           |
| 18-11-2014 | Жиліна                 | Словаччина         | 2 – 1     | Фінляндія            | товариський матч                     | -    | 80'       |
| 27-3-2015  | Жиліна                 | Словаччина         | 3 – 0     | Люксембург           | Відбір до ЧЄ 2016                    | -    | 80'       |
| 8-9-2015   | Жиліна                 | Словаччина         | 0 – 0     | Україна              | Відбір до ЧЄ 2016                    | -    | 84'       |
| 9-10-2015  | Жиліна                 | Словаччина         | 0 – 1     | Білорусь             | Відбір до ЧЄ 2016                    | -    | 71'       |
| 29-3-2016  | Дублін                 | Ірландія           | 2 – 2     | Словаччина           | товариський матч                     | 1    | 65'       |
| 29-5-2016  | Аугсбург               | Німеччина          | 1 – 3     | Словаччина           | товариський матч                     | -    | 61'       |
| 4-6-2016   | Трнава                 | Словаччина         | 0 – 0     | Північна Ірландія    | товариський матч                     | -    | 65'       |
| 11-6-2016  | Бордо                  | Уельс              | 2 – 1     | Словаччина           | ЧЄ 2016 - 1-й етап                   | -    | 83'       |
| 16-11-2018 | Трнава                 | Словаччина         | 4 – 1     | Україна              | Ліга націй УЄФА 2018-2019 - 1-й етап | -    | 69'       |
| 19-11-2018 | Прага                  | Чехія              | 1 – 0     | Словаччина           | Ліга націй УЄФА 2018-2019 - 1-й етап | -    |           |
| 21-3-2019  | Трнава                 | Словаччина         | 2 – 0     | Угорщина             | Відбір до ЧЄ 2020                    | -    | 79'       |
| 24-3-2019  | Кардіфф                | Уельс              | 1 – 0     | Словаччина           | Відбір до ЧЄ 2020                    | -    | 69' 90+3' |
| 7-6-2019   | Трнава                 | Словаччина         | 5 – 1     | Йорданія             | товариський матч                     | -    | 46'       |
| Усього     |                        | Матчів             | 60        |                      | Голів                                | 6    |           |

## Досягнення

### Командні
Челсі
- Володар Кубку Англії (1): 2008/09

 Твенте
- Чемпіон Нідерландів (1): 2009/10

 Фенербахче
- Чемпіон Туреччини (1): 2010/11
- Володар Кубку Туреччини (2): 2011/12, 2012/13

 Аль-Айн
- Чемпіон ОАЕ (1): 2014/15

 Славія
- Володар Кубка Чехії (2): 2017/18, 2018/19
- Чемпіон Чехії (1): 2018/19

### Особисті
- Премія ФІФА імені Ференца Пушкаша (за найкращий гол) (1): 2012